# Cultura de Ruanda

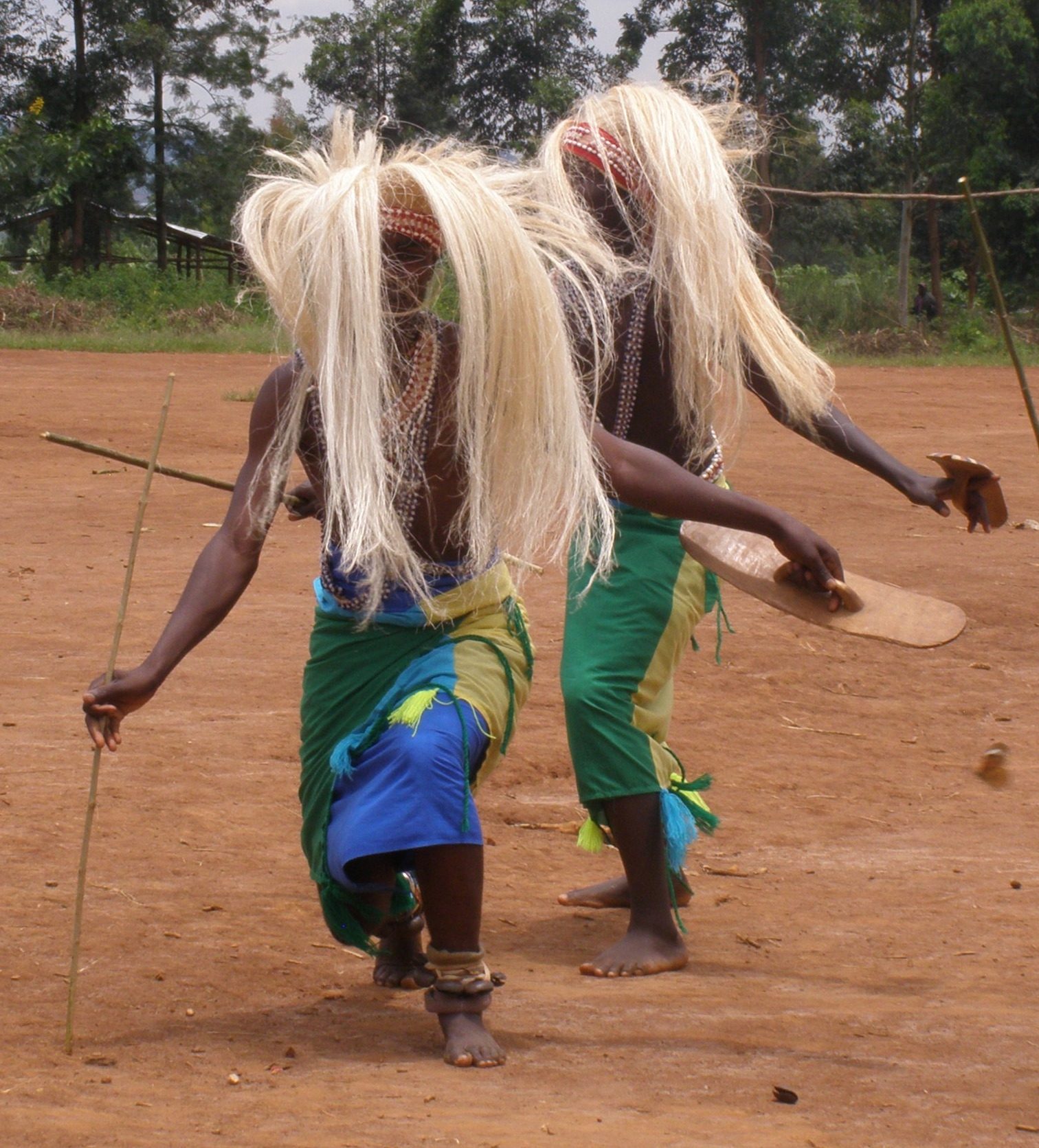
Dansaires tradicionals ruandesos Intore

La cultura de Ruanda és variada. A diferència de molts altres països d'Àfrica, Rwanda ha estat un estat unificat des dels temps precolonionals, poblat pels banyarwanda que comparteixen una sola llengua i patrimoni cultural. S'observen onze festes nacionals regulars durant tot l'any, amb altres ocasionalment inserides pel govern.

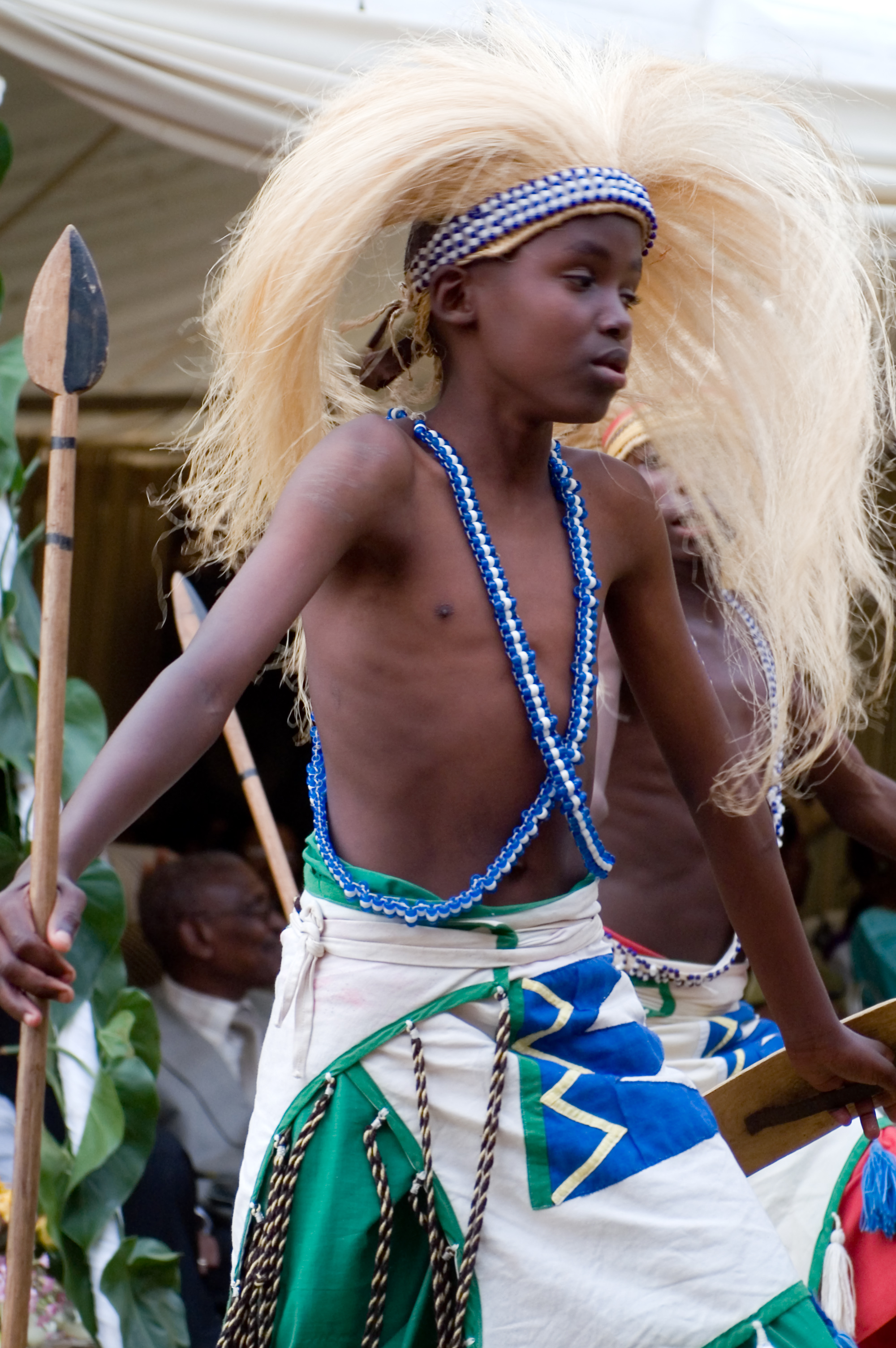
Dansaire Intore.

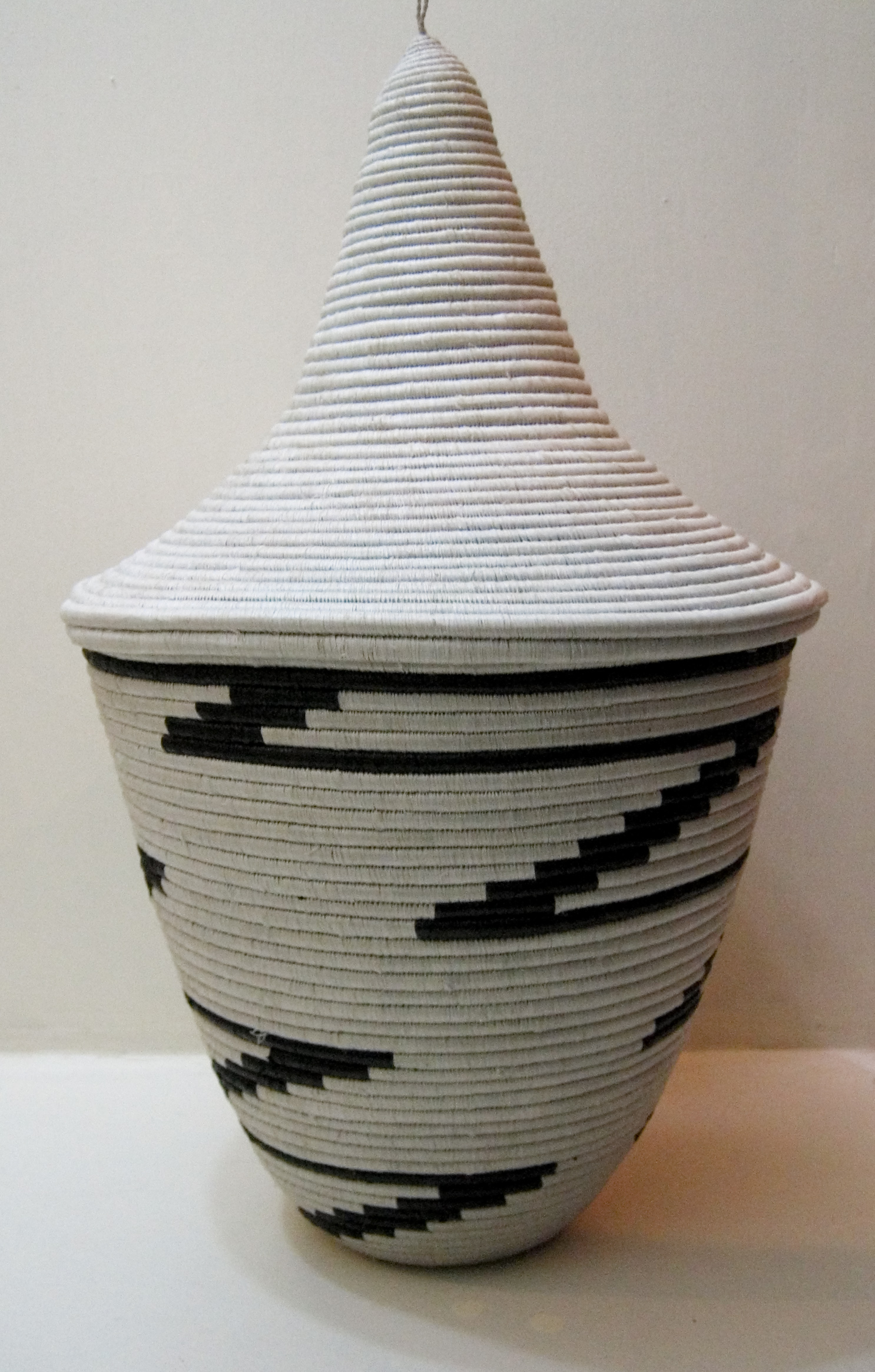
Igiseke, cistelleria tradicional.

La setmana següent al Dia del Memorial del Genocidi el 7 d'abril es designa una setmana oficial de dol. El darrer dissabte de cada mes és umuganda, un dia nacional de servei comunitari, durant el qual es tanquen els serveis més habituals.

## Música i dansa
La música i la dansa són una part integral de les cerimònies, festivals, trobades socials i narracions de contes de Ruanda. La dansa tradicional més famosa és Intore, una coreografia molt rutinària que consta de tres components: el ballet, realitzat per dones; la dansa dels herois, interpretada per homes i els tambors. Tradicionalment, la música es transmet oralment amb estils que varien entre els grups socials. Els tambors són de gran importància, els tabalers reials havien tingut un alt estatus dins la cort dels "mwami". Els tabalers solen tocar junts en grups de set o nou.
Rwanda té una creixent indústria musical popular, influïda per la música d'Àfrica oriental, congolesa i americana. Els gèneres més populars són hip-hop i R&B, sovint barrejats amb ragga i dance-pop. Alguns artistes populars locals són The Ben i Meddy, ambdós guanyadors de premis, i més recentment artistes com Miss Shanel, Kitoko, Riderman, Tom Close, King James, Mani Martin, Knowless, Charly na Nina i altres.

## Cuina

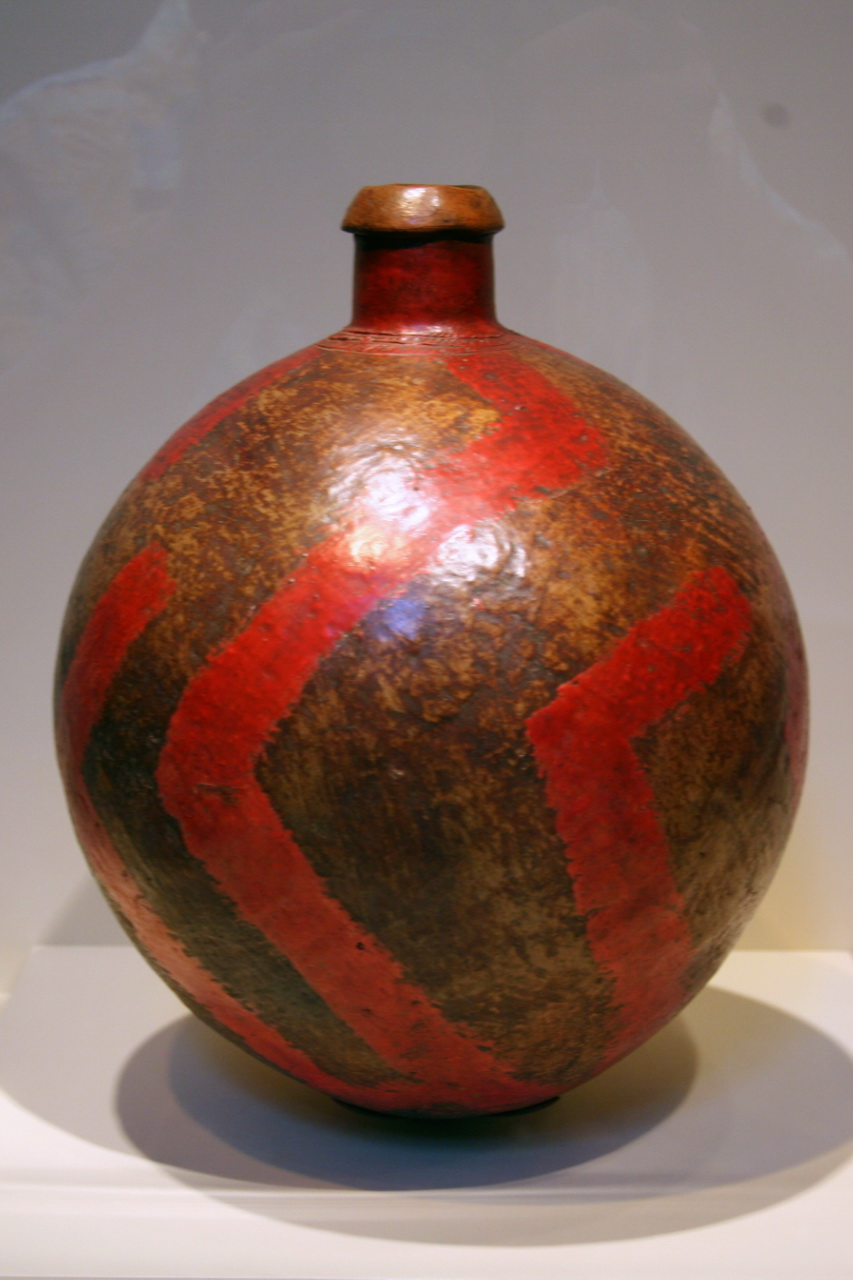
La cervesa es beu de contenidors com aquest en rituals i cerimònies.

La cuina ruandesa es basa en els aliments bàsics locals produïts per l'agricultura de subsistència tradicional. Històricament ha variat entre els diferents grups ètnics del país. Els grapats ruandesos inclouen bananes (coneguts com a ibitoke), llegums, patates dolces, fesols, i mandioca. Molts ruandesos només mengen carn unes poques vegades al mes. Per a aquells que viuen a prop dels llacs i tenen accés als peixos, és popular la tilapia.
La patata, que es creu que havia estat introduïda a Ruanda pels colons alemanys i belgues, ara també és molt popular. Ugali (o ubugali) és una pasta de mandioca o de dacsa i aigua, que forma una consistència de porridge que es menja arreu d'Àfrica Oriental. Isombe està elaborat amb fulles de mandioca picada i servit amb peix sec.
El dinar sol ser un bufet conegut com a melange, que consisteix en les menges anteriors i possiblement carn. La broqueta és el menjar més popular del migdia, generalment a base de cabra, però a vegades tripa, carn de vedella, porc o peix. En les zones rurals, molts bars tenen un venedor de broquetes responsable de la tinença i sacrifici de les cabres, fer-les en broquetes i barbacoes i servides amb plàtans a la planxa.
La llet, particularment en forma fermentada anomenada ikivuguto, és una beguda freqüent a tot el país. Altres begudes inclouen una cervesa tradicional anomenada urwagwa, elaborada amb sorgo o plàtans, que es beu en rituals i cerimònies tradicionals. Les cerveses comercials elaborades a Ruanda són Primus, Mützig, i Amstel.

## Arts i oficis
Les arts tradicionals es produeixen a tot el país, tot i que la majoria s'originen com a elements funcionals i no només per a la decoració. Les cistelles i els recipients teixits són especialment habituals.
El sud-est de Ruanda és conegut per imigongo, un art exclusiu amb fem de vaca, la història del qual es remunta a quan la regió era part del regne independent de Gisaka. El fem es barreja amb sòls naturals de diversos colors i es pinta en carenes modelades, formant dissenys geomètrics.
Altres oficis consisteixen en ceràmica i talla en fusta.

## Habitatge
La quantitat de producció d'habitatges encara és baixa i el seu cost no coincideix amb el poder adquisitiu de la majoria.
La majoria dels residents urbans encara accedeixen a l'habitatge a través de pràctiques informals, ja que el sector formal no pot oferir esquemes d'accés a l'habitatge que atendin a tots.
Hi ha diverses circumstàncies que donen lloc a la situació en què la majoria dels desenvolupaments d'habitatges només afecten a una minoria de clients, entre els quals la demanda encara no ha estat saturada.
Actualment, mentre Kigali acull gairebé la meitat de la població urbana de Ruanda, un estudi de mercat de l'habitatge per a Kigali (2012-22) estima que les necessitats totals d'habitatge (2012-22) arriben a 458.256 unitats, de les quals 344.068 són de nova construcció. Reduït a diferents poders de compra, això es va traduir en:
- 43.436 unitats d'habitatge social (12,6%);
- 186.163 unitats d'habitatge assequible (54,1%);
- 112.867 unitats per a habitatge de gamma mitjana (32,8%); i
- 1.601 unitats d'allotjament premium (0,5%), només per a Kigali.

A tot el país, la demanda encara no s'ha investigat a fons i s'estan preparant estudis; es calcula el doble de la necessitat total a Kigali.
Els èxits dels últims anys es relacionen amb la millora de la participació en la planificació, l'obertura a l'ús dels materials locals en la construcció i el reconeixement igual dels drets de propietat.
La consciència ressuscitada, la recerca a petita escala i els assaigs de projectes en el sector de l'habitatge hi han contribuït.
S'està duent a terme la millora de la planificació urbanística i del marc general de planificació urbana, que estableix la coherència en la planificació i la gestió del desenvolupament.
Malgrat les limitacions que encara existeixen en el finançament de l'habitatge, les condicions de crèdit s'han millorat mitjançant la introducció de termes de crèdit més llargs, reduint lleugerament els tipus d'interès, una varietat més àmplia i més accessible en termes d'opcions de pagament inicial i millores en l'accessibilitat del sistema de permisos de construcció en relació amb les normes de la hipoteca (Política nacional de l'habitatge).

## Literatura i cinema
Rwanda no té una llarga història de literatura escrita, però hi ha una forta tradició oral que va des de poesia fins a folklore. En particular, la cort reial precolonial va desenvolupar tradicions de la ibitekerezo (poesia musical èpica), ubucurabwenge (genealogies reials normalment recitades en cerimònies de coronació) i ibisigo (poemes reials). Molts dels valors morals del país i els detalls de la història s'han transmès des de generacions. La figura literària ruandesa més famosa va ser Alexis Kagame (1912-1981), que va realitzar i va publicar investigacions sobre la tradició oral i va escriure la seva pròpia poesia.
El genocidi ruandès va donar lloc a l'aparició d'una literatura de testimonis, assaigs i ficció per part d'una nova generació d'escriptors com Benjamin Sehene. S'ha produït un nombre de pel·lícules sobre el genocidi com la nominada als Premis Globus d'Or Hotel Rwanda i Disparant als gossos, que va ser rodada a Ruanda i va comptar amb supervivents en el repartiment. Altres pel·lícules produïdes a Ruanda han estat Sometimes in April, Munyurangabo, La Miséricorde de la Jungle i Matière grise, així com els documentals God Sleeps in Rwanda, Gacaca, Revivre ensemble au Rwanda? i Au Rwanda on dit… La famille qui ne parle pas meurt. Els principals realitzadors de cinema ruandesos són Kivu Ruhorahoza, Joel Karekezi, Kantarama Gahigiri, Jacqueline Kalimunda i Eric Kabera, impulsor des de 2005 del Festival de Cinema de Ruanda. L'actor ruandès més conegut és Roger Nsengiyumva.